# トーシャ・ザイデル
トーシャ・ザイデル（ロシア語: Тоша Зайдель, Toscha Seidel, 1899年11月17日 - 1962年11月15日）は、ロシアのヴァイオリン奏者。

## 経歴
オデッサの生まれ。3歳の時に叔父からヴァイオリンの手ほどきを受け、1909年から地元の音楽院でマックス・フィデルマンに師事した。1912年からペテルブルク音楽院でレオポルト・アウアーに師事し、1915年にクリスチャニアでデビューした。
1918年にアウアーと共に渡米し、その年の4月14日にはカーネギー・ホールでアメリカ・デビューを飾った。以後、リサイタルや放送局への出演などを精力的にこなしたが、1930年代後半からロサンゼルスに移住した。移住後はハリウッドのミュージシャンとして多くの仕事をこなし、ヴィクター・フレミング監督の『オズの魔法使』、グレゴリー・ラトフ監督の『別離』やマイケル・アンダーソン監督の『八十日間世界一周』などの映画音楽への参加が挙げられ、アール・C・ケントン監督の『メロディー・フォー・スリー』ではヴァイオリニスト役として出演しているという。晩年はラスベガスのピット・オーケストラで演奏していた。
ロサンゼルスにて没。

## 註
1. ↑  pomnipro.ru
2. ↑  ミッシャ・エルマンの師匠アレクサンドル・フィデルマンの弟。
3. ↑  imdb.com
4. ↑  instantencore.com

| スタブアイコン | サブスタブ | この項目は、まだ閲覧者の調べものの参照としては役立たない、音楽関係者（バンド等）に関連した書きかけの項目です。この項目を加筆・訂正などしてくださる協力者を求めています（P:音楽/PJ:芸能人）。 |